# WAVY
2018年7月18日，Colde設立音樂廠牌WAVY(웨이비)。

## 旗下藝人
- Colde（콜드）
- Jiwoo（지우） a.k.a HAYAKE
- Khakii（카키）
- 安炳雄（Ahn Byeong-woong）
- Milena（밀레나）
- AHONNO（혼노）
- Stally
- basecamp (문준호 & 채욱진)
- wave to earth (웨이브 투 어스)
- xooos（수스）
- The Poles（더 폴스）

## 已離開藝人
- Ioah（아이오아）
- Apro（아프로）

## 連結
WAVY
- WAVY （页面存档备份，存于）的官方網站
- WAVY （页面存档备份，存于）的Twitter
- WAVY的Instagram
- WAVY的Facebook專頁
- WAVY （页面存档备份，存于）的YouTube頻道